# Chariots of Fire (Album)
Chariots of Fire ist ein Musikalbum und Soundtrack des griechischen Musikers und Komponisten Vangelis für den gleichnamigen Film von Hugh Hudson. Das Album stand vier Wochen an der Spitze der Billboard 200 in den Vereinigten Staaten. Es erreichte Platz 2 in Kanada, Platz 5 in Großbritannien, Platz 5 in Australien und Platz 6 in Neuseeland.
Der Film Chariots of Fire (deutscher Titel: Die Stunde des Siegers) wurde mit vier Oscars ausgezeichnet. Darunter die Preise für den besten Film und die beste Filmmusik. Das Eröffnungsthema des Films, das auf dem Album Titles heißt, wurde als Single unter dem Titel Chariots of Fire veröffentlicht. In den Billboard Hot 100 erreichte sie Platz 1.

## Die Filmmusik
Der Regisseur des Films, Hugh Hudson, wählte Vangelis für die Komposition der Filmmusik aus, nachdem er von seinen Musikalben Opera Sauvage und China beeindruckt war und mit Vangelis schon in den 1970er Jahren in Paris an Werbespots gearbeitet hatte. Für die Aufnahme wurde ein Yamaha CS-80 Synthesizer verwendet. Vangelis spielte alle Instrumente, darunter Synthesizer, akustisches Klavier, Schlagzeug und Perkussion selbst, und nutzte für die Aufnahmen sein Nemo Studio in London, das er 1975 eingerichtet hatte. Seine Art für den Film zu komponieren, leitete einen neuen Musikstil und Aufnahmetechnik der Filmmusik ein. Die Verwendung vom Synthesizer in Filmmusiken ermöglichte den Regisseuren und Produzenten, die Musikpartituren zum Film vorab zu hören. Vangelis erzählte 1982 in einem Interview mit dem Music Maker Magazine von der Art und Weise, wie er die Musik für Chariots of Fire zu produzieren begann; über das niedrige Budget, das er hatte, und über die Art und Weise, wie er sich endlos mit dem Regisseur über die Geschichte austauschte. Erst als der Film vollständig fertiggestellt war, begann er mit der Arbeit zur Musik für den Film. Er sah ihn zu diesem Zweck dreimal und begann dann erst mit der Komposition.

„Ich wollte keine klassische Musik für den Film machen. Ich habe versucht, eine Partitur zu komponieren, die zeitgemäß und mit der Zeit, in der der Film spielt, kompatibel ist. Aber ich wollte auch nicht nur einen vollständig elektronisch erzeugten Klang für den Film. Eine LP ist etwas anderes als eine Filmmusik. Es muss Veränderungen geben - nicht zuletzt aus künstlerischen Gründen“

Die ursprüngliche Wahl des Regisseurs Hugh Hudson für die Zeitlupensequenzen am Strand war eigentlich der Titel L’Enfant aus Opéra Sauvage vorgesehen. Vangelis musste Hudson überreden, ihn ein etwas originelleres Musikstück für die Szene schaffen zu lassen, wobei er dasselbe Tempo wie bei L’Enfant verwendete. Das Ergebnis war der Titeltrack von Chariots of Fire.

## Das Album
Das veröffentlichte Musikalbum wurde vollständig neu aufgenommen und klingt anders als die Filmmusik. Der zweite Teil des Albums (B–Seite) ist eine durchgehende Suite, inspiriert aus der Partitur der Filmmusik. So haben es auch nicht alle Originalthemen aus dem Film auf das Album geschafft. Obwohl Vangelis bereits eine Reihe von Filmmusiken gemacht hatte, unter anderem für Tierdokumentationen von Frédéric Rossif, war Chariots of Fire seine erste große Filmmusik, die ihm sofort seinen Durchbruch als Filmkomponist bescherte. Der Musiktitel Titles wurde ein internationaler Hit und veränderte den gesamten Verlauf seiner Karriere.

„Es kommt sehr selten vor, dass ein Komponist sein erfolgreichstes Werk auch als sein bestes sieht. Ich bin da keine Ausnahme. Ich denke dabei an meinen Soundtrack von Meuterei auf der Bounty, der war musikalisch unendlich interessanter als Chariots of Fire.“

Zusätzlich zu Vangelis Kompositionen enthält das Album eine Bearbeitung des Titels Jerusalem, gesungen von den Ambrosian Singers, so wie dieser 1978 bei der Beerdigung des britischen Leichtathleten Harold Abrahams aufgeführt wurde. Das Chorwerk ist eine Vertonung eines Gedichts von William Blake aus dem Jahr 1916 durch Sir Hubert Parry. Vangelis widmete die Partitur seinem Vater Ulysses Papathanassiou, der ein Sprinter gewesen war.
Obwohl Vangelis nur selten öffentlich auftrat, hat er den Titel Chariots of Fire live in Los Angeles (7. November 1986), Rom (17. Juli 1989), in Rotterdam (18. Juni 1991) und Athen (Mythodea-Konzerte vom 13. Juli 1993 und 28. Juni 2001 und 1. August 1997) als Zugabe aufgeführt.

## Andere Veröffentlichungen
Im Jahr 2000 und 2006 wurde das Album auf CD neu aufgelegt. Beide Versionen wurden dabei von Vangelis neu gemastert. Einige Titel aus dem Album Chariots of Fire wurden in die folgenden offiziellen Vangelis-Kompilationen aufgenommen: Themes (1989), Best Of Vangelis (1992), Portraits {So Long Ago, So Clear} (1996), und Odyssee – Die endgültige Sammlung (2003).
Allerdings wurden einige Musiktitel aus dem Film auf dem Soundtrack-Album ausgelassen. Eines davon ist die Hintergrundmusik zu dem Rennen, das Eric Liddell in den schottischen Highlands läuft. Der Titel dieses Stücks lautet Hymne und stammt aus Vangelis Album Opéra Sauvage von 1979. Es ist auch auf Vangelis Sammelalben Themes, Portraits und Odyssey enthalten.
Andere Verwendungen des Titels
Der Eröffnungstitel Chariots of Fire wird oft als inspirierende Hintergrundmusik für Sportler verwendet. Bei der Eröffnungszeremonie der Olympischen Sommerspiele 2012 wurde das Stück in einer Parodie des London Symphony Orchestra mit Rowan Atkinson in der Rolle des Mr. Bean verwendet. Bei jeder Siegesfeier der Olympischen Sommerspiele 2012 in London wurde das Lied Chariots of Fire gespielt.
Chariots of Fire wurde auch bei der Eröffnungszeremonie von Apple Inc. verwendet, als der Vorsitzende Steve Jobs am 24. Januar 1984, bei einer Technologie Demonstrationsveranstaltung den ersten Macintosh-Computer vorstellte.

## Plagiatsvorwürfe
1985 reichte der griechische Komponist Stavros Logaridis eine Klage gegen Vangelis wegen Plagiats ein. Er behauptete, der Titeltrack wurde von Logaridis Lied, City of Violets (1977) – das ähnliche Instrumentierung und Akkordfolgen aufweist – plagiiert. Vangelis demonstrierte daraufhin seinen improvisatorischen Kompositionsstil der ersten Aufnahme live auf seinen Synthesizern vor Gericht und wurde von der Klage freigesprochen. Der Fall gelangte 1987 an den Londoner High Court. Das Urteil wird in den folgenden Jahren zu Fragen der Urheberrechtsverletzung und des Musik-Sampling als Beispiel herangezogen.

## Titelliste
Alle Titel komponiert von Vangelis – soweit nicht anders angegeben
| Seite A | Titel                                                 | Länge |
| ------- | ----------------------------------------------------- | ----- |
| 1       | Titles (als Singleauskopplung unter Chariots of Fire) | 3:33  |
| 2       | Five Circles                                          | 5:20  |
| 3       | Abraham’s Theme                                       | 3:20  |
| 4       | Eric’s Theme                                          | 4:18  |
| 5       | 100 Metres                                            | 2:04  |
| 6       | Jerusalem (Hubert Parry)                              | 2:47  |
| Seite B |                                                       |       |
| 1       | Chariots of Fire                                      | 20:41 |
|         | Gesamtspielzeit                                       | 42:03 |

Besetzung
- Vangelis – Alle Instrumente
- Ambrosian Singers – Chor (Titel 6)
- Raphael Preston, Raine Shine, John Walker – Studiotechnik

## Kommerzieller Erfolg

### Chartplatzierungen
Das Musikalbum erreichte Platz eins in den Vereinigten Staaten. Insgesamt blieb das Album 97 Wochen auf Platz 200 der Billboard 200. Das Album erreichte Platz fünf der britischen Album-Charts und hielt sich 106 Wochen lang in der Liste.
| ChartsChartplatzierungen       | Höchstplatzierung | Wochen |
| ------------------------------ | ----------------- | ------ |
| Deutschland (GfK)              | 39 (19 Wo.)       | 19     |
| Österreich (Ö3)                | 11 (6 Wo.)        | 6      |
| Vereinigte Staaten (Billboard) | 1 (57 Wo.)        | 57     |
| Vereinigtes Königreich (OCC)   | 5 (106 Wo.)       | 106    |

### Auszeichnungen für Musikverkäufe
| Land/Region                  | Auszeichnungen für Musikverkäufe (Land/Region, Auszeichnung, Verkäufe) | Verkäufe  |
| ---------------------------- | ---------------------------------------------------------------------- | --------- |
| Australien (ARIA)            | 3× Platin                                                              | 150.000   |
| Frankreich (SNEP)            | Gold                                                                   | 100.000   |
| Hongkong (IFPI/HKRIA)        | Gold                                                                   | 10.000    |
| Neuseeland (RMNZ)            | Gold                                                                   | 10.000    |
| Österreich (IFPI)            | Gold                                                                   | 25.000    |
| Spanien (Promusicae)         | Platin                                                                 | 100.000   |
| Vereinigte Staaten (RIAA)    | Platin                                                                 | 1.000.000 |
| Vereinigtes Königreich (BPI) | Platin                                                                 | 300.000   |
| Insgesamt                    | 4× Gold · 6× Platin ·                                                  | 1.695.000 |